# Saint-Aubin-sur-Gaillon
Saint-Aubin-sur-Gaillon ist eine französische Gemeinde mit 2.164 Einwohnern (Stand: 1. Januar 2022) im Département Eure in der Region Normandie; sie gehört zum Arrondissement Les Andelys und zum Kanton Gaillon.

## Geographie
Saint-Aubin-sur-Gallion liegt am kleinen Seine-Zufluss Gallion, 23 Kilometer nordöstlich von Évreux. Umgeben wird Saint-Aubin-sur-Gallion von den Nachbargemeinden Gaillon im Nordwesten und Norden, Saint-Pierre-la-Garenne im Nordosten, Saint-Pierre-de-Bailleul im Osten, Villez-sous-Bailleul im Südosten, Sainte-Colombe-près-Vernon und Champenard im Süden, Autheuil-Authouillet im Südwesten, Clef Vallée d’Eure mit Écardenville-sur-Eure im Südwesten und Westen sowie Saint-Julien-de-la-Liègue im Westen.
Durch die Gemeinde führt die Autoroute A13.

## Bevölkerungsentwicklung
| Jahr                       | 1962 | 1968 | 1975 | 1982 | 1990 | 1999 | 2006 | 2012 | 2019 |
| Einwohner                  | 654  | 662  | 888  | 1135 | 1249 | 1403 | 1603 | 1782 | 2171 |
| Quellen: Cassini und INSEE |      |      |      |      |      |      |      |      |      |

## Sehenswürdigkeiten
- Kirche Saint-Aubin mit Turm (Höhe 65 Meter)
- Schlösser Couvicourt, Jeufosse und Rotoirs
- Wasserturm

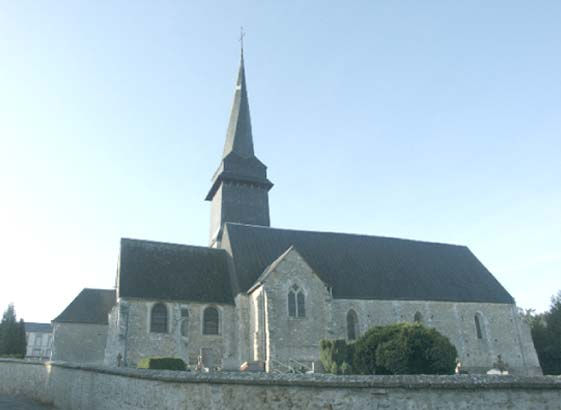
Kirche Saint-Aubin
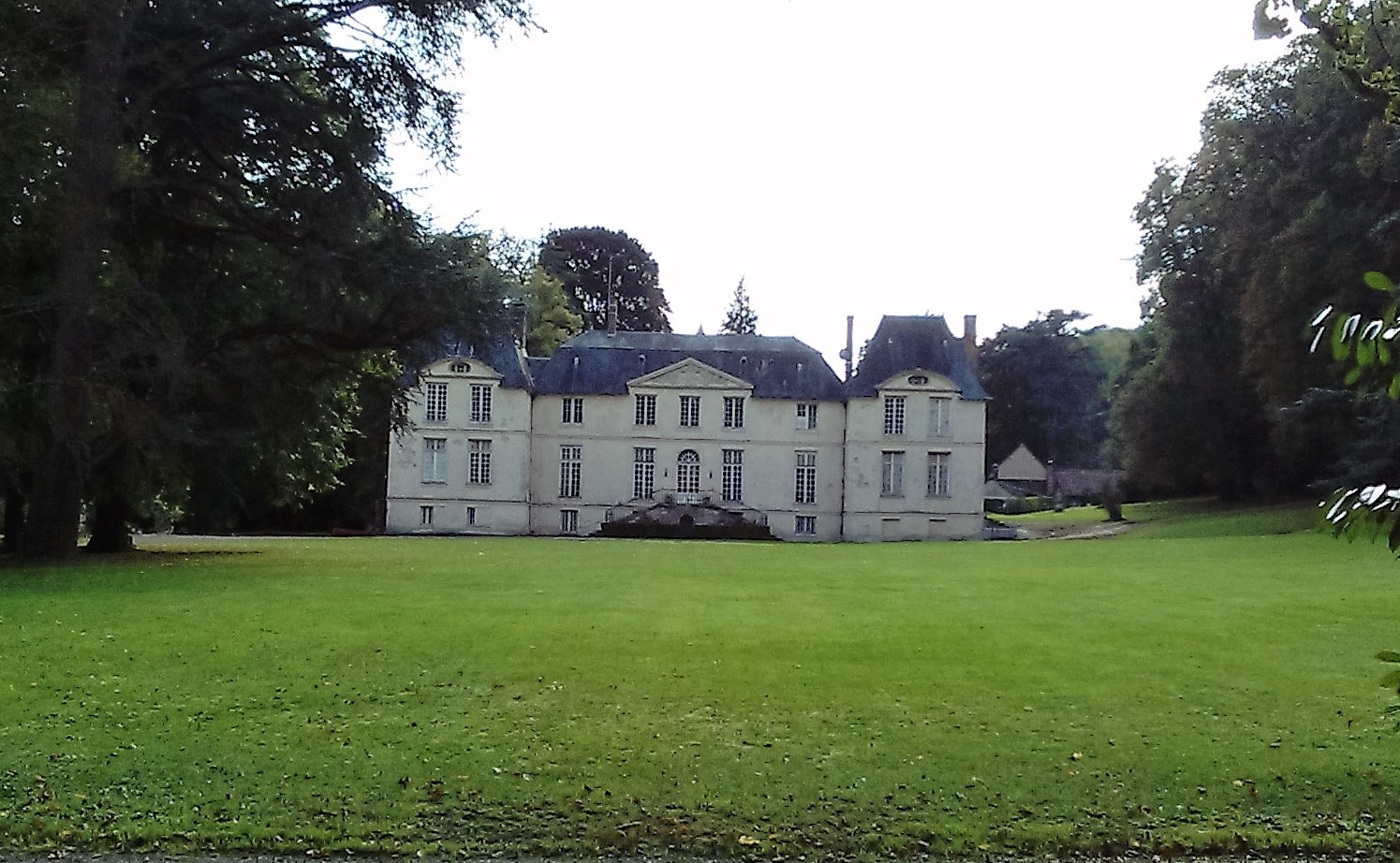
Schloss Jeufosse
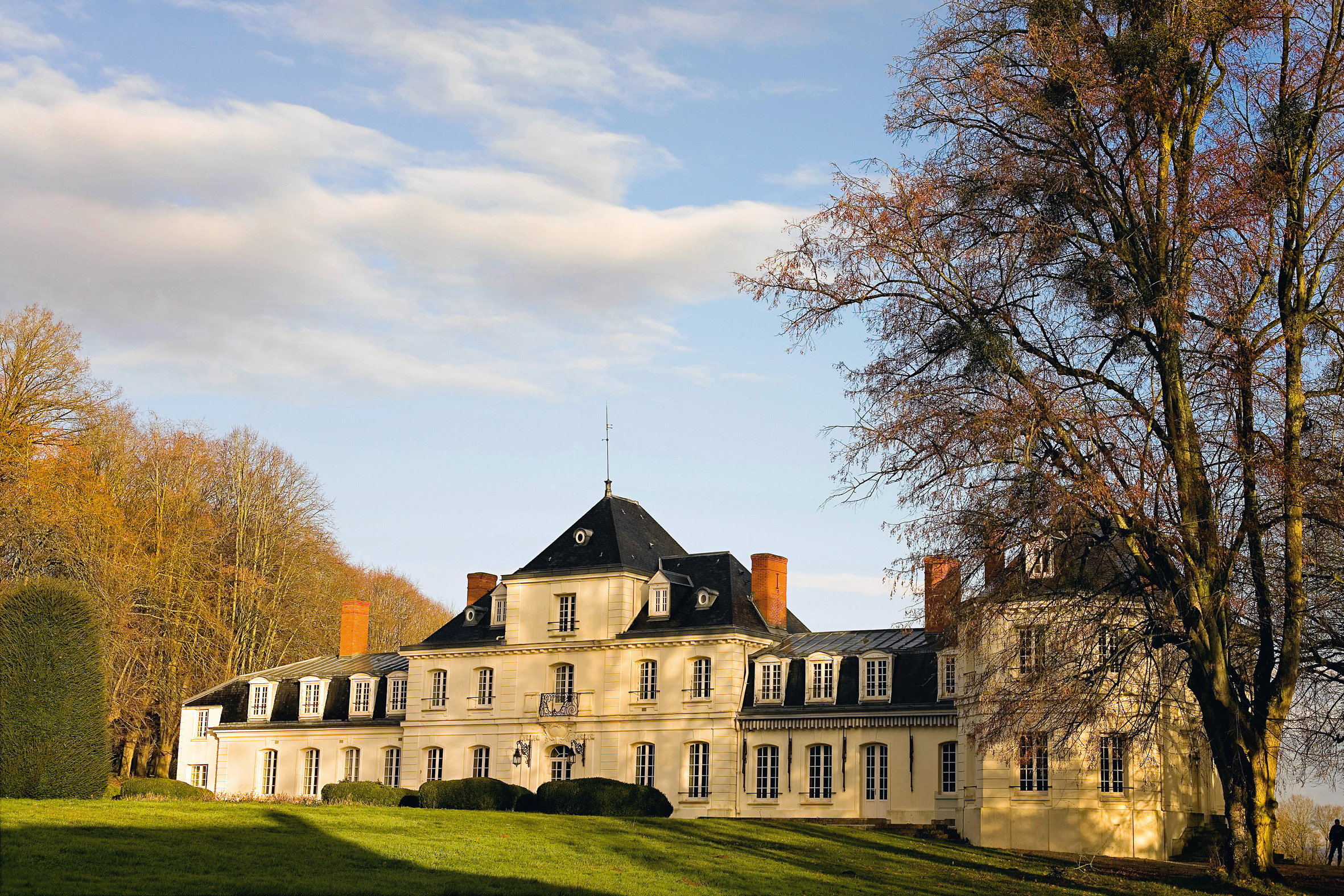
Schloss Rotoirs
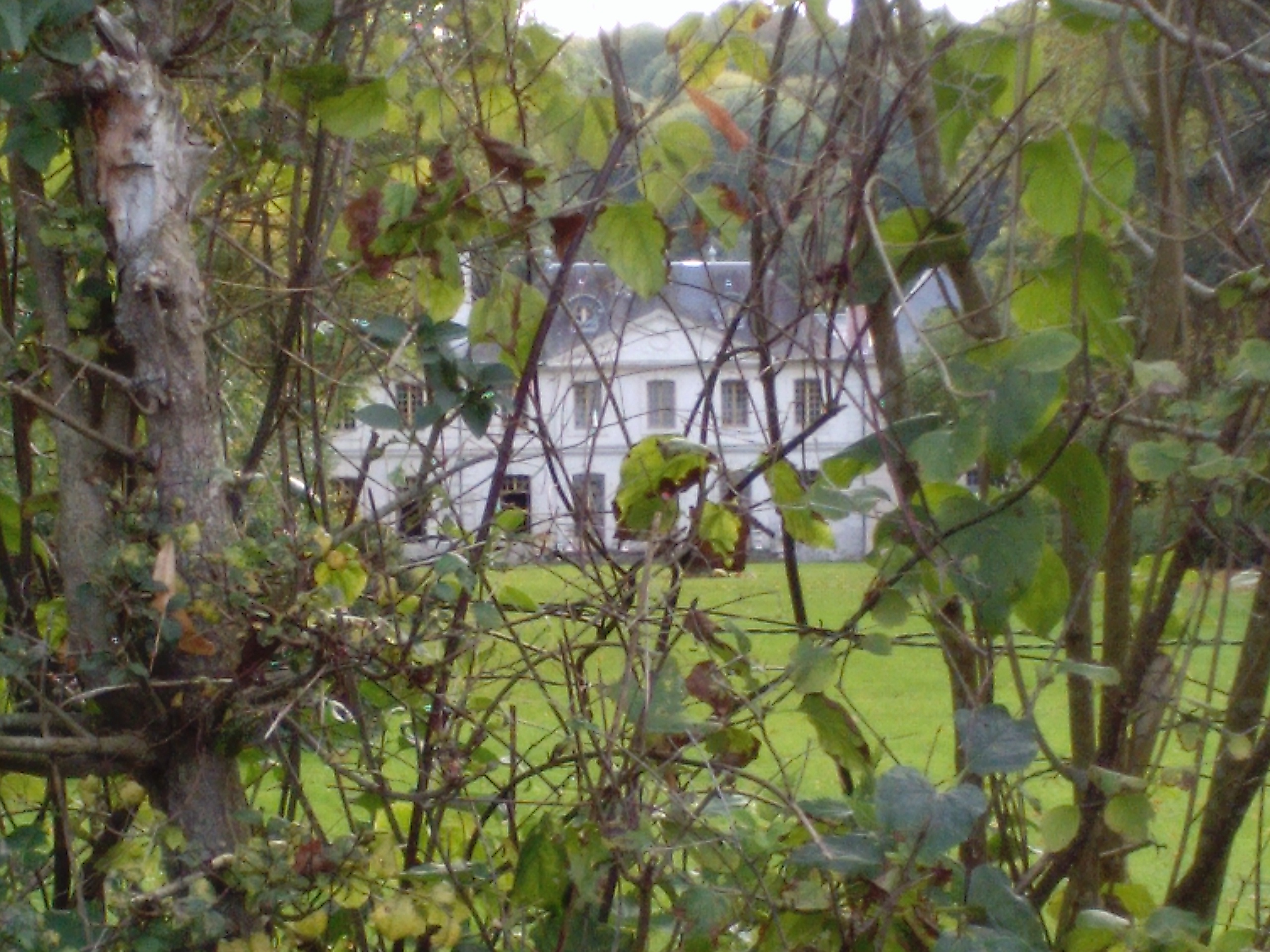
Schloss Couvicourt

## Persönlichkeiten
- Jean-François Marmontel (1723–1799), Enzyklopädist und Schriftsteller